# Colin Woodroffe
Pour les articles homonymes, voir Woodroffe.
Colin David Woodroffe est un géographe australien, spécialiste de géomorphologie côtière, actuellement professeur à l'Université de Wollongong (Australie).

## Formation et enseignement

### Formation
- BA, (1974, Cambridge)[1]
- MA, (1978, Cambridge)
- PhD (1980, Cambridge)
- Docteur en sciences (2007, Cambridge)

### Carrière académique
Après l'obtention en 1980 de sa thèse consacrée à la géomorphologie et au développement des marais de mangroves (dirigée par David Stoddart, il est engagé comme chargé de cours à l'Université d'Auckland (1980-1983) puis en Australie, dans l'Université nationale australienne et enfin à l'Université de Wollongong où il enseigne depuis 1988.

## Thèmes de recherche
Colin Woodroffe s'intéresse à la géomorphologie littorale avec une concentration sur la morphologie, la stratigraphie et les dynamiques sédimentaires des côtes tropicales et intertropicales.
Il s'est notamment spécialisé dans la morphodynamique des estuaires et des deltas, dans la sédimentation et la morphologie des récifs, l'étude paléoclimatique des coraux et de la circulation océanique, l'influence du changement climatique sur l'évolution des bancs de coraux et l'application des systèmes d'information géographique à l'étude des côtes.